# فضای جدول
فضای جدول (به انگلیسی: Tablespace) مکانی است که در آن، اطلاعاتی که پایگاه داده‌ها را شکل می‌دهند نگهداری می‌شوند. در این فضای دخیره سازی، لایه‌ای مجازی بین اطلاعات فیزیکی و منطقی
قرار داده می‌شود و همچنین فضایی برای ذخیره‌سازی همه بخش‌های پیش‌بینی شده DBMS نیز اختصاص داده شده‌است. (یک بخش یا سگمنت از پایگاه‌داده، در حقیقت یک شیء پایگاه‌داده است که فضاهایی چون جدول و فهرست داده‌ها را اشغال می‌کند)
فضای جدول را می‌توان به مجرد ساخته شدنش با یک نام خواند.
فضای جدول تنها مکان ذخیره‌سازی دیتابیس را مشخص می‌کند، نه ساختار منطقی دیتابیس و نه، schema دیتابیس را. برای مثال شی‌های یکسان در یک schema ممکن است فضای جدولهای بنیادین متفاوتی داشته باشند؛ و به همین شکل ممکن است برای بیش از یک schema سگمنت ارائه دهد. فضاجدول را گاهی می‌توان به عنوان پیوند دهندهٔ اطلاعات منطقی و فیزیکی بکار گفت.
با استفاده از فضای جدول، ادمین می‌تواند شیوه نصب و راه‌اندازی را تحت کنترل داشته باشد. از کاربردهای رایج فضاجدول یکی بهینهسازی عملکرد است. به عنوان مثال، یک ایندکس بسیار استفاده شده را می‌توان بر روی یک دیسک SCSI سریع قرار داد. از سوی دیگر، جدول پایگاه‌داده‌ای که شامل داده‌های کم کاربرد است را می‌توان بر روی یک دیسک IDE ارزان‌تر اما کندتر ذخیره نگه‌داشت.
گرچه رایج است که اطلاعات فضای جدول بر روی یک فایل سیستم نگه داشته شود، اما هر فایل باید تنها بخشی از یک فضای جدول منحصر بفرد باشد. برخی از سیستم‌های مدیریت پایگاه‌داده به فضای جدولها اجازه می‌دهند به‌طور مستقیم، تماماً از طریق رابط‌های متصل به سیستم‌عامل پیکربندی شوند، که به آن‌ها رابط‌های خام می‌گویند. اینها با جلوگیری از اورهدهای فایل‌سیستم سیستم عامل، عملکرد را بهبود می‌بخشند.
پایگاه داده اوراکل داده‌های منطقی را در فضای جدولها و داده‌های فیزیکی را در دیتافایل‌های مرتبط با فضای جدولهای مربوطه نگه می‌دارد.